# Северо-Западный дивизион (НХЛ)
Северо-западный дивизион Национальной хоккейной лиги был сформирован в 1998 году и являлся частью Западной конференции. После сезона 2012/2013 был упразднён.

## Текущий состав
- Калгари Флэймз
- Колорадо Эвеланш
- Эдмонтон Ойлерз
- Миннесота Уайлд
- Ванкувер Кэнакс

## Победители дивизиона
- 1999 — Колорадо Эвеланш
- 2000 — Колорадо Эвеланш
- 2001 — Колорадо Эвеланш
- 2002 — Колорадо Эвеланш
- 2003 — Колорадо Эвеланш
- 2004 — Ванкувер Кэнакс
- 2005 — сезон не проводился
- 2006 — Калгари Флэймз
- 2007 — Ванкувер Кэнакс
- 2008 — Миннесота Уайлд
- 2009 — Ванкувер Кэнакс
- 2010 — Ванкувер Кэнакс
- 2011 — Ванкувер Кэнакс
- 2012 — Ванкувер Кэнакс
- 2013 — Ванкувер Кэнакс

## Победители Кубка Стэнли
- 2001 — Колорадо Эвеланш